# 恐怖快递
《恐怖快递》（英語：The Express），是一部于2018年上映的惊悚悬疑电影。由李晨浩、汤晶媚领衔主演，2018年11月23日于中国大陆上映。

## 演员列表

### 主要演员
| 演员姓名 | 角色名称  | 介绍 |
| 李晨浩   | 罗刚      |      |
| 汤晶媚   | 林娜/林洁 |      |

### 其他演员
| 演员姓名 | 角色名称 | 介绍 |
| 曾江     |          |      |
| 沈建宏   | 王来     |      |
| 任娇     | 伊伊     |      |
| 姚一奇   | 朱朝宇   |      |